# 2,5-己二酮
2,5-己二酮（英語：2,5-Hexanedione，也称为丙酮基丙酮）是一种脂肪族二酮，化学式C6H10O2，常温常压下为无色液体，是2-己酮在人体内的代谢产物，有神经毒性。